# Cancer Causes & Control
Cancer Causes & Control ist eine wissenschaftliche Fachzeitschrift, die vom Springer-Verlag veröffentlicht wird. Die Zeitschrift ist das offizielle Publikationsorgan der International Association of Cancer Registries und erscheint mit zwölf Ausgaben im Jahr. Es werden Arbeiten veröffentlicht, die sich mit der Verteilung von Krebserkrankungen in der Bevölkerung sowie präventiven und therapeutischen Maßnahmen beschäftigen.
Der Impact Factor lag im Jahr 2016 bei 2,51. Nach der Statistik des ISI Web of Knowledge wird das Journal mit diesem Impact Factor in der Kategorie Onkologie an 134. Stelle von 217 Zeitschriften und Factor in der Kategorie  Public Health, Umwelt- und Arbeitsmedizin  an 37. Stelle von 162 Zeitschriften geführt.